# 211-й штурмовой авиационный полк
211-й штурмовой авиационный полк — авиационная воинская часть ВВС РККА штурмовой авиации в Великой Отечественной войне.

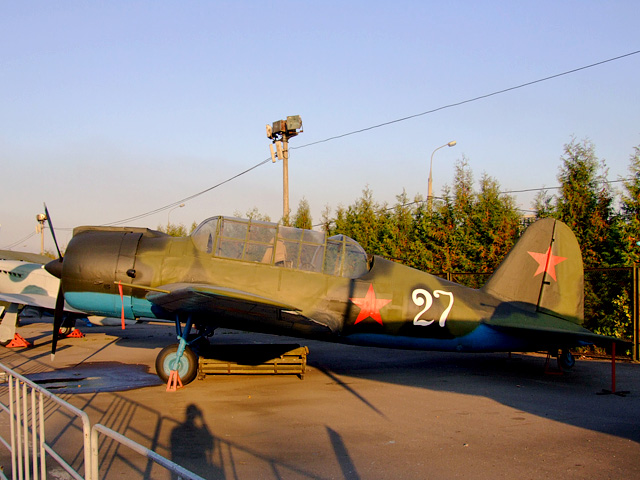
На вооружение полка самолёт Су-2 поступил в начале 1941 года.

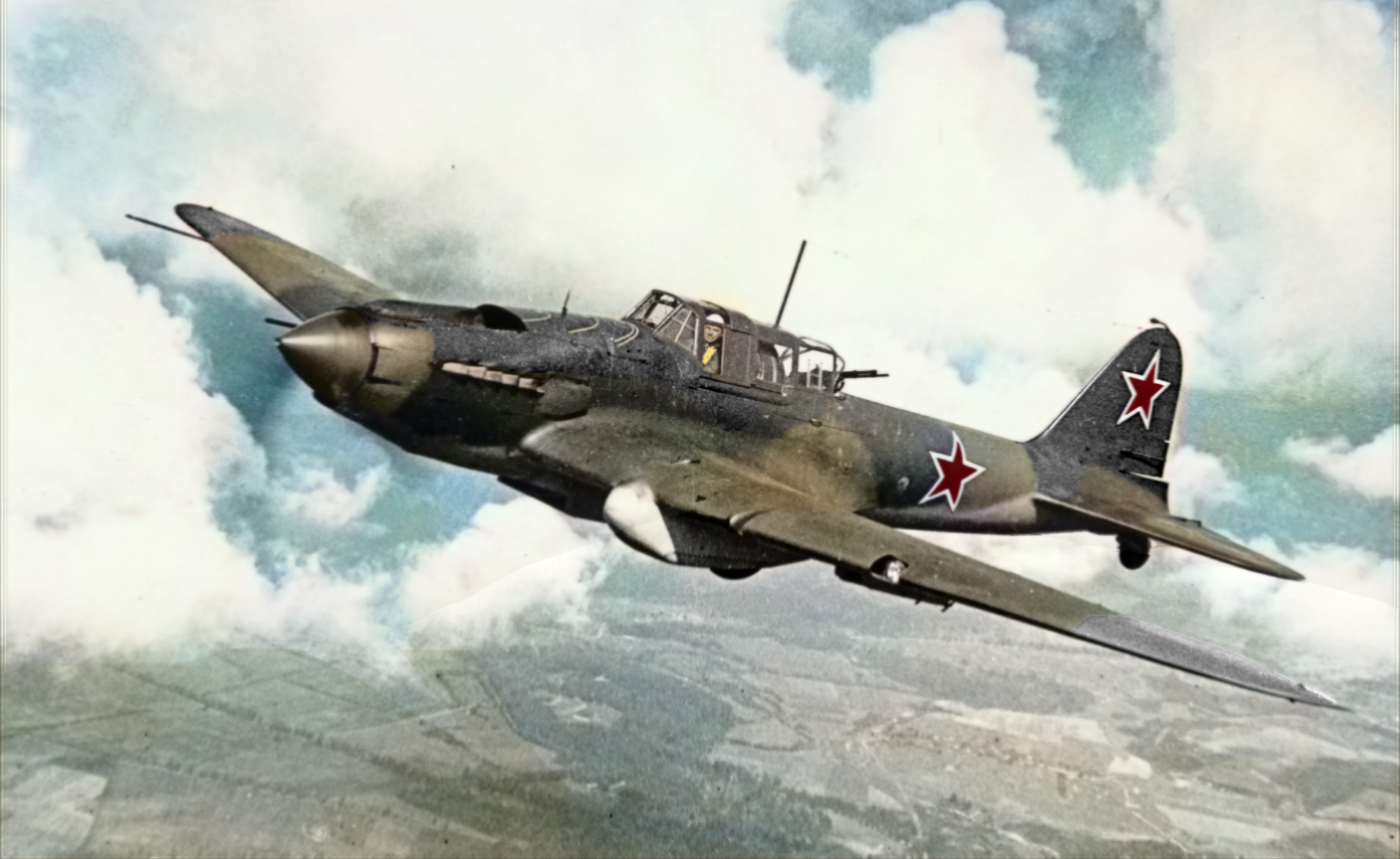
На вооружение полка самолёт Ил-2 поступил в сентябре 1941 года.

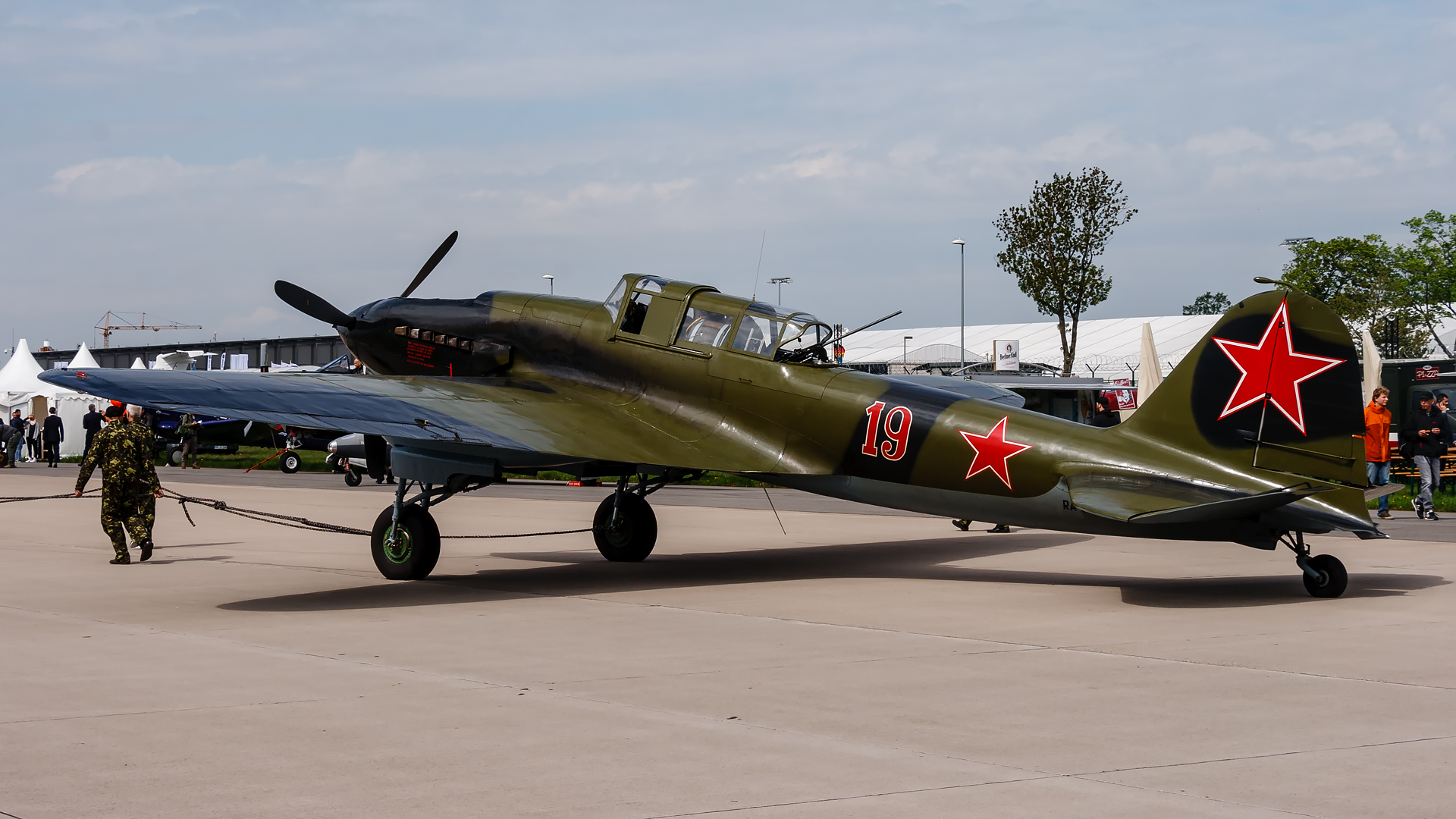
Конструкторы называли разработанный ими штурмовик Ил-2 «летающим танком», пилоты-истребители люфтваффе прозвали его «бетонным самолётом» (нем. Betonflugzeug), солдаты вермахта называли его «чумой» (нем. Schwarzer Tod, дословно: «чёрная смерть»).

## Наименование полка
В различные годы своего существования полк имел наименования:
- 211-й бомбардировочный авиационный полк;
- 211-й ближнебомбардировочный авиационный полк;
- 211-й штурмовой авиационный полк
- 154-й гвардейский штурмовой авиационный полк (14.04.1944 г.)[1];
- 154-й гвардейский штурмовой авиационный Оршанский полк (06.07.1944 г.)[1];
- 154-й гвардейский штурмовой авиационный Оршанский Краснознамённый полк (25.07.1944 г.)[1];
- 154-й гвардейский штурмовой авиационный Оршанский Краснознамённый ордена Богдана Хмельницкого полк (19.02.1945 г.)[1].

## История и боевой путь полка
Полк сформирован как 211-й бомбардировочный авиаполк в 1940 году в составе пяти эскадрилий в Одесском военном округе и базировался на аэродроме в Котовске (ныне город Подольск в Одесской области Украины). В числе первых полков переучен на самолёт Су-2. Накануне войны полк (как и все авиаполки ВВС Одесского военного округа) был перебазирован на полевой аэродром недалеко от Котовска в районе Днестра. К началу войны имел 18 самолётов Су-2 (в том числе 6 неисправных, по другим данным имел 22 самолёта) и 56 боеготовых экипажей. В течение первого дня войны полк выполнил несколько боевых вылетов на воздушную разведку и штурмовку румынской конницы.
В дальнейшем полк воевал в составе ВВС 9-й армии на Южном фронте, в составе ВВС 6-й армии Юго-Западного фронта. Участвовал в Приграничны[ сражениях, Тираспольско-Мелитопольской, Уманской и Киевской операциях.
В конце сентября полк выведен в тыл на переформирование в 1-ю запасную авиабригаду, где переучен на Ил-2 и переформирован в штурмовой авиаполк. После подготовки по программе переучивания полк с 19 марта вошел в боевой состав 3-й ударной авиагруппы Ставки ВГК и с 22 марта приступил к боевым действиям на Юго-Западном фронте поддерживая части и соединения Юго-Западного фронта штурмовыми ударами по войскам и технике противника. С 12 мая полк в составе группы участвовал в Харьковской операции.
Не прекращая боевых действий полк с 25 мая 1942 года передан в состав сформированной Приказом НКО № 0090 от 18 мая 1942 года на базе авиационной группы Юго-Западного фронта в составе ВВС Юго-Западного Фронта в городе Валуйки 228-й штурмовой авиадивизии. С 29 мая недоукомплектованная самолётами Ил-2 и личным составом дивизия приступила к выполнению боевых задач на Юго-Западном фронте с аэродрома Н. Дуванка. 211-й штурмовой авиационный полк пополнен за счет 66-го и 820-го штурмовых авиаполков на аэродроме Сватово, убывших на переформирование в тыл.
С 9 июня 1942 года 228-я штурмовая авиационная дивизия вошла в состав 8-й воздушной армии Юго-Западного фронта. На 1 июня 1942 года дивизия имела в боевом составе 17 самолётов Пе-2 (10 неисправных), 20 самолётов Ил-2 (11 неисправных), 16 самолётов ЛаГГ-3 (2 неисправных). К 5 июня количество Ил-2 увеличилось до 30 самолётов (24 неисправных). К 25 июня в дивизии осталось 23 Ил-2 (8 неисправных). За июнь 1942 года полк вместе с другими частями дивизии выполнили 603 боевых вылета, уничтожив 20 самолётов противника в воздухе и 33 на земле, 135 танков, 13 точек зенитной артиллерии, 526 автомашин, 25 повозок, 29 складов, 1 эшелон, 3 переправы, 1990 солдат и офицеров противника.
С 5 июля 1942 года дивизия выведена для переформирования на тыловой армейский аэродром Бобров. С 15 июля полк убыл на доукомплектование в 3-ю резервную бригаду Резерва Ставки ВГК в ВВС Московского военного округа.
С 27 августа 1942 года полк вошел в состав 281-й штурмовой авиадивизии 14-й воздушной армии Волховского фронта и сразу вступил в боевые действия в Синявинской операции. С 6 по 21 октября 1942 года полк действовал в интересах 52-й армии, проводившей частную операцию. В конце октября 1942 года полк второй раз выведен в тыл на переформирование в 1-ю запасную авиабригаду ВВС Приволжского военного округа.
С марта 1943 года полк после доукомплектования в составе вновь сформированной 307-й штурмовой авиадивизии Резерва Ставки ВГК под Тулой. Вместе с дивизией полк вошел в состав формирующегося 3-го штурмового авиакорпуса. С 23 мая полк вместе с дивизией в составе корпуса вошли в подчинение 15-й воздушной армии Брянского фронта и в июле приступили к боевым действиям в Орловской и Брянской наступательных операциях, поддерживая войска фронта в наступлении из района Мценска на Орел, Брянск и Гомель. За всю Курскую битву в июле 1943 года полк выполнил 327 боевых вылетов и потерял 3 самолёта.
В ноябре 1943 года вместе с дивизией переброшен в район Великие Луки на 1-й Прибалтийский фронт, где базировался до весны 1944 года. Полк поддерживал войска фронта в Городокской операции, в частных операциях на витебском и полоцком направлениях. Весной 1944 года передислоцирован в район города Демидов на пополнение летным составом и техникой.
За мужество и героизм личного состава, проявленные в боях с немецко-фашистскими захватчиками, Приказом НКО СССР № 55 от 14.04.1944 года полку было присвоено почётное звание «гвардейский».
В составе действующей армии полк находился с 22 июня по 15 сентября 1941 года (как 211-й бомбардировочный авиаполк), с 19 марта по 15 июля, с 8 сентября по 30 октября 1942 года, с 23 мая 1943 года по 18 марта 1944 года (как 211-й штурмовой авиационный полк).

## Командиры полка
- майор Родякин Фёдор Григорьевич[3], 08.1940 — 07.1942
- капитан, майор, гвардии подполковник Стародумов Георгий Кириллович, 08.1942 -

## В составе соединений и объединений
| Дата          | Фронт (округ)             | Армия/Корпус                                          | Дивизия                             | Примечания |
| ------------- | ------------------------- | ----------------------------------------------------- | ----------------------------------- | ---------- |
| 20.07.1940 г. | Одесский военный округ    | ВВС Одесского военного округа                         | 20-я смешанная авиационная дивизия  |            |
| 22.06.1941 г. | Одесский военный округ    | ВВС Одесского военного округа                         | 20-я смешанная авиационная дивизия  |            |
| 22.06.1941 г. | 9-я отдельная армия       | ВВС 9-й армии                                         | 20-я смешанная авиационная дивизия  |            |
| 25.06.1941 г. | Южный фронт               | ВВС 9-й армии                                         | 20-я смешанная авиационная дивизия  |            |
| 14.07.1941 г. | Юго-Западный фронт        | ВВС 6-й армии                                         |                                     |            |
| 20.07.1941 г. | Юго-Западный фронт        | ВВС Юго-Западного фронта                              |                                     |            |
| 27.07.1941 г. | Южный фронт               | ВВС 9-й армии                                         | 20-я смешанная авиационная дивизия  |            |
| 07.08.1941 г. | Юго-Западный фронт        | ВВС 6-й армии                                         | 15-я смешанная авиационная дивизия  |            |
| 15.09.1941 г. | Орловский военный округ   | ВВС Орловского военного округа                        | 1-я запасная авиационная бригада    |            |
| 19.03.1942 г. | Резерв Ставки ВГК         | Ударные авиационные группы СВГК                       | 3-я ударная авиационная группа      |            |
| 22.03.1942 г. | Юго-Западный фронт        | ВВС Юго-Западного фронта                              | 3-я ударная авиационная группа      |            |
| 25.05.1942 г. | Юго-Западный фронт        | ВВС Юго-Западного фронта                              | 228-я штурмовая авиационная дивизия |            |
| 13.06.1942 г. | Юго-Западный фронт        | 8-я воздушная армия                                   | 228-я штурмовая авиационная дивизия |            |
| 12.07.1942 г. | Сталинградский фронт      | 8-я воздушная армия                                   | 228-я штурмовая авиационная дивизия |            |
| 15.07.1942 г. | Ставка ВГК                | ВВС Московского военного округа                       | 3-я резервная авиационная бригада   |            |
| 27.08.1942 г. | Волховский фронт          | 14-я воздушная армия                                  | 281-я штурмовая авиационная дивизия |            |
| 21.10.1942 г. | Приволжский военный округ | ВВС Приволжского военного округа                      | 1-я запасная авиационная бригада    |            |
| 01.03.1943 г. | Резерв ВГК                | 3-й штурмовой авиационный корпус                      | 307-я штурмовая авиационная дивизия |            |
| 23.05.1943 г. | Брянский фронт            | 15-я воздушная армия 3-й штурмовой авиационный корпус | 307-я штурмовая авиационная дивизия |            |
| 10.10.1943 г. | Прибалтийский фронт       | 15-я воздушная армия 3-й штурмовой авиационный корпус | 307-я штурмовая авиационная дивизия |            |
| 20.10.1943 г. | 2-й Прибалтийский фронт   | 15-я воздушная армия 3-й штурмовой авиационный корпус | 307-я штурмовая авиационная дивизия |            |
| 01.11.1943 г. | 1-й Прибалтийский фронт   | 15-я воздушная армия 3-й штурмовой авиационный корпус | 307-я штурмовая авиационная дивизия |            |
| 18.03.1944 г. | Резерв ВГК                | 3-й штурмовой авиационный корпус                      | 307-я штурмовая авиационная дивизия |            |

## Участие в операциях и битвах
- Харьковская операция — с 12 мая 1942 года по 29 мая 1942 года
- Воронежско-Ворошиловградская операция — с 28 июня 1942 года по 5 июля 1942 года.
- Сталинградская битва:
  - Отражение летней наступательной операции «Блау» — с 8 июня по 5 июля 1942 года.
- Битва за Ленинград:
  - Синявинская операция — с 28 августа по 1 октября 1942 года.
  - Прорыв блокады Ленинграда — с 12 по 30 января 1943 года.
  - Мгинская наступательная операция — с 22 июля по 22 августа 1943 года.
- Курская битва:
  - Орловская стратегическая наступательная операция[3] — с 12 июля по 18 августа 1943 года.
- Брянская операция[3] — с 17 августа по 3 октября 1943 года.
- Городокская операция[3] — с 13 по 31 октября 1943 года.

## Отличившиеся воины
- Петров Иван Иванович, старший лейтенант, заместитель командира эскадрильи 211-го штурмового авиационного полка 307-й штурмовой авиационной дивизии 3-го штурмового авиационного корпуса 15-й воздушной армии Указом Президиума Верховного Совета СССР 4 февраля 1944 года удостоен звания Герой Советского Союза. Золотая Звезда № 3522.